# Yeşilyayla, Korkuteli
Yeşilyayla là một thị trấn thuộc huyện Korkuteli, tỉnh Antalya, Thổ Nhĩ Kỳ. Dân số thời điểm năm 2011 là 1.882 người.